# Suore francescane di Dillingen

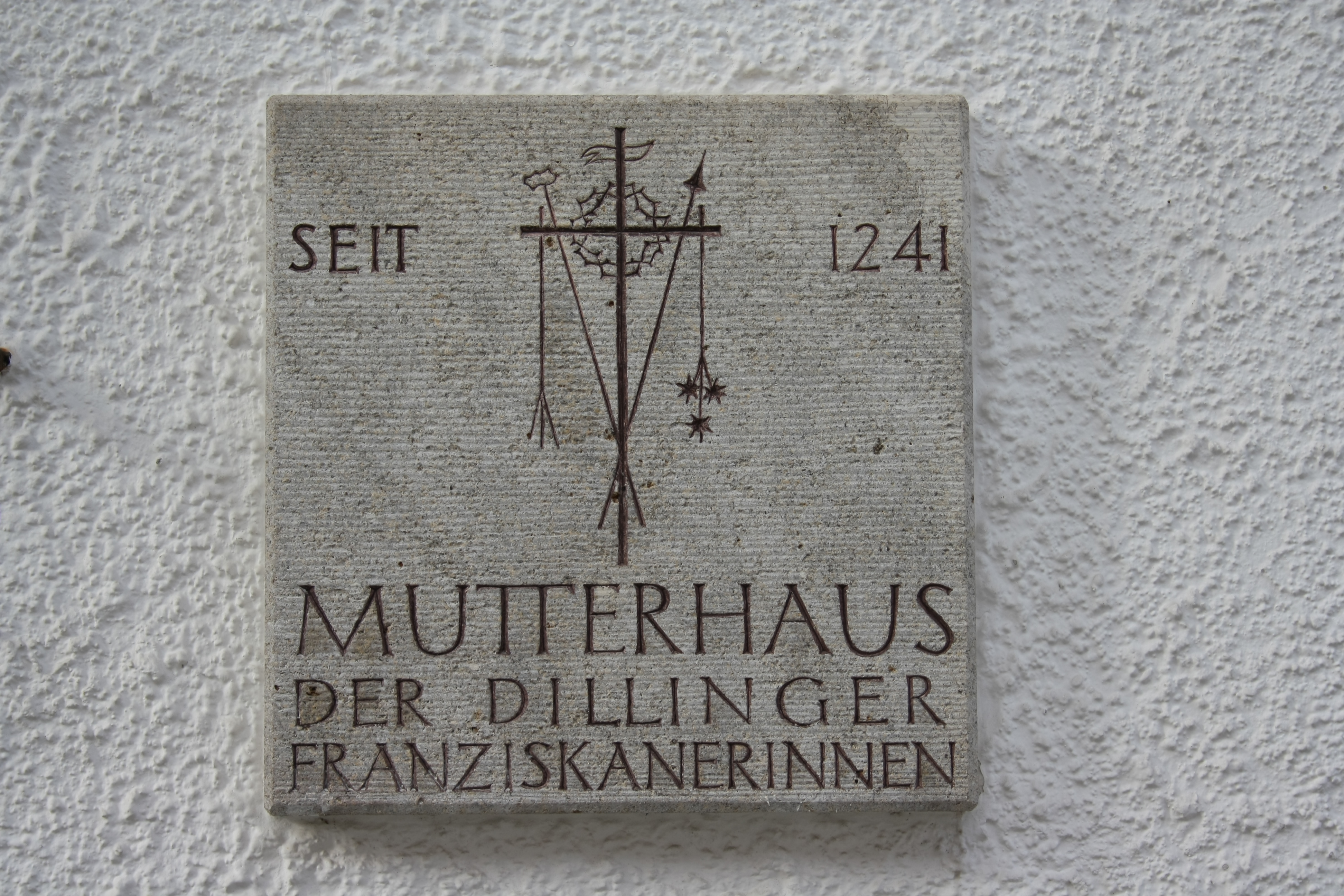
Stemma.

Le Suore Francescane di Dillingen (in tedesco Kongregation der Schwestern des Regulierten Dritten Ordens vom heligen Franziskus in Dillingen-Donau) sono un istituto religioso femminile di diritto pontificio.

## Storia
Le origini della congregazione risalgono al monastero di beghine fondato nel 1241 a Dillingen dal conte Hartmann, futuro vescovo di Augusta. Su consiglio del vescovo Degenhard, verso il 1302 le beghine aderirono al terz'ordine francescano e ne adottarono la regola.
Inizialmente le religiose di Dillingen si dedicavano anche all'assistenza ad anziani e ammalati, ma nel 1566 il cardinale Ottone di Waldburg impose loro una nuova regola e una rigida clausura: le francescane si dedicarono esclusivamente alla preghiera contemplativa fino al 1774, quando il vescovo Clemente Venceslao di Sassonia affidò loro la direzione di una scuola femminile.
In virtù dell'attività educativa, la comunità fu risparmiata dalla soppressione che colpì i monasteri bavaresi nel 1803, ma alle suore di Dillingen fu proibito di accettare nuove novizie: tale limitazione fu rimossa da Luigi I nel 1827.
Nel 1829 il vescovo Ignazio Alberto von Riegg riformò le regole del monastero e rese le religiose di voti semplici: ciò consentì una notevole espansione della congregazione, che aprì numerose filiali (la prima, ad Höchstädt, nel 1843) con asili, scuole e istituti per la formazione delle maestre.
Le congregazione iniziò ad espandersi anche fuori dalla Germania nel 1913.
L'istituto ottenne il pontificio decreto di lode il 7 dicembre 1843 e le sue costituzioni furono approvate definitivamente dalla Santa Sede il 27 gennaio 1906.

## Attività e diffusione
Le suore si dedicano all'istruzione e all'educazione cristiana della gioventù e ad altre opere caritatevoli.
Oltre che in Germania, sono presenti in Brasile, India e Stati Uniti d'America; la sede generalizia è a Dillingen a.d.Donau.
Alla fine del 2008 la congregazione contava 851 religiose in 93 case.